# Exhumed (gruppo musicale)
Gli Exhumed sono un gruppo musicale death metal e grindcore statunitense formatosi a San Jose, California, nel 1990.

## Storia
Nel settembre 2003 la Relapse Records ha ritirato dal mercato tedesco il loro quarto album in studio Anatomy Is Destiny, in seguito alle pressioni del governo tedesco che ha definito l'artwork del disco "fin troppo realistico e macabro per un prodotto di massa".
Il 30 giugno 2010 è stata annunciata la riunione con la stessa formazione formazione dell'album citato ad eccezione dello storico batterista Col Jones che sarà sostituito da Danny Walker degli Intronaut, già nel gruppo nel biennio 2003-2004. Il primo concerto del nuovo corso viene fissato al Maryland Deathfest, inoltre la band si mette a lavorare ad un nuovo album la cui pubblicazione era prevista tra l'autunno 2010 e la primavera 2011.

## Formazione

### Formazione attuale
- Matt Harvey – chitarra, voce (1990-)
- Leon del Muerte – basso (1996-1997, 2003-2004, 2010-)
- Wes Caley – chitarra (2003-2004, 2010-)
- Danny Walker – batteria (2003-2004, 2010-)

### Ex componenti
- Jake Giardina – voce (1991-1992), basso (1993)
- Mark Smith – voce (1993)
- Ross Sewage – voce (1994-1996), basso (1996-1999)
- Rocky Torrecillas – chitarra (1990-1991)
- Derrel Houdashelt – chitarra (1991-1995)
- Marissa Martinez – chitarra (1995, turnista)
- Mike Beams – chitarra, voce (??-2005)
- Peter Rossman – basso (1990-1991)
- Ben Marrs – basso (1991-1992)
- Jeff Saffle – basso (1993)
- Ken Flaherty – basso (1993, turnista)
- Matt Widener – basso (1994-1995), voce
- Lorin Ashton – basso (1995, turnista)
- Sean McGrath – basso (1999, turnista)
- Bud Burke – basso, voce
- Col Jones – batteria (1990-2003)
- Danny Walker – batteria (2003-2004)
- John Longstreth – batteria (2004, turnista)
- Matt Connell – batteria (2004-2005)

## Discografia

### Album in studio
- 1998 – Gore Metal (Relapse Records)
- 2000 – Slaughtercult (Relapse Records)
- 2003 – Anatomy Is Destiny (Relapse Records)
- 2011 – All Guts, No Glory (Relapse Records)
- 2013 – Necrocracy (Relapse Records)
- 2017 – Death Revenge (Relapse Records)
- 2019 – Horror

### Raccolte
- 2004 – Platters of Splatter (Relapse Records)
- 2005 – Garbage Daze Re-Regurgitated (cover album, Parasitic Twin Productions, Listenable Records e Ritual Records)

### EP e Split
- 1992 – Excreting Innards (EP)
- 1995 – Exhumed / Haemorrhage (split)
- 1996 – Blood and Alcohol (split)
- 1996 – In the Name of Gore (split)
- 1997 – Chords of Chaos (split)
- 1997 – Exhumed / No Comply Split (split)
- 1998 – Indignities to the Dead / Lujuria de Chivo (split)
- 1998 – Pray for War / Tales of the Exhumed (split)
- 1998 – Totally Fucking Dead / Sterility (split)
- 2000 – Recordings 2000 (split)
- 2001 – Exhumed / Gadget (split)
- 2003 – Deceased in the East / Extirpated Live Emanations (split)
- 2006 – Something Sickened This Way Comes / To Clone and to Enforce (split)
- 2008 – HF Seveninches Collection Vol. 1 (split)
- 2019 – Exhumed / Gatecreeper (split)
- 2020 – Twisted Horror (split)
- 2023 – Beyond the Dead (EP)

### Demo
- 1992 – Dissecting the Caseated Omentum
- 1992 – Excreting Innards
- 1992 – Goregasm
- 1993 – Cadaveric Splatter Platter
- 1993 – Grotesque Putrefied Brains
- 1994 – Horrific Expulsions of Gore
- 2000 – Rehearsal 99-00